# Милпорт (Алабама)
Милпорт (енгл. Millport) град је у америчкој савезној држави Алабама. По попису становништва из 2010. у њему је живело 1.049 становника.

## Демографија
Према попису становништва из 2010. у граду је живело 1.049 становника, што је 111 (9,6%) становника мање него 2000. године.
| Група             | 2000.       | 2010.       |
| Белци             | 748 (64,5%) | 676 (64,4%) |
| Афроамериканци    | 394 (34,0%) | 353 (33,7%) |
| Азијати           | 0 (0,0%)    | 0 (0,0%)    |
| Хиспаноамериканци | 12 (1,0%)   | 10 (1,0%)   |
| Укупно            | 1.160       | 1.049       |